# Valcebollère
Valcebollère (katalanisch Vallcebollera) ist eine französische Gemeinde mit 35 Einwohnern (Stand 1. Januar 2022) im Département Pyrénées-Orientales in der Region Okzitanien. Sie gehört zum Arrondissement Prades und zum Kanton Les Pyrénées catalanes.

## Nachbargemeinden
Nachbargemeinden von Valcebollère sind Err im Norden, Queralbs und Planoles (Spanien) im Südosten, Toses (Spanien) im Süden, Palau-de-Cerdagne im Südwesten und Osséja im Westen.

## Bevölkerungsentwicklung
| Jahr      | 1962 | 1968 | 1975  | 1982  | 1990 | 1999 | 2013 |
| Einwohner | 68   | 26   | n. b. | n. b. | 37   | 41   | 45   |

## Sehenswürdigkeiten
- Kirche Saint-Félix
- Kapelle Saint-Barnabé